# Childe Hassam
Frederick Childe Hassam, né le 17 octobre 1859 à Dorchester, Massachusetts et mort le 27 août 1935 à East Hampton, New York, est un peintre et graveur impressionniste américain du XIXe – XXe siècles. Il était membre des Ten American Painters.

## Biographie
Childe Hassam est né le 17 octobre 1859 dans le quartier de Dorchester, à Boston.
Venu pour la première fois en Europe, notamment à Paris, pendant l'été 1883, il séjourne avec son épouse dans cette ville (dans un studio, Place Pigalle) entre 1886 et 1889 pour étudier l'art à l'Académie Julian. Ses professeurs sont Gustave Boulanger et Jules Joseph Lefebvre. L'impressionnisme français et l'art de Claude Monet ont une forte influence sur lui. Il expose au Salon des Artistes français de 1887 à 1889 et obtient une médaille de bronze lors de l'Exposition universelle de 1889
Hassam revient en Amérique en 1889 et réside à New York. Là, Hassam peint des bâtiments de la ville dans un style impressionniste. Il fréquente une communauté d'artistes (Cos Cob art colony (en)) établie à Cos Cob, où Henry Winslow, premier graveur du cercle, l'influencera.
En 1896-1897, il fait avec son épouse un nouveau séjour en Europe (en Italie d'abord, en France au printemps 1897 (à Paris d'abord, mais aussi en Bretagne à Pont-Aven où il se rend à la fin de l'été et au début de l'automne, louant un atelier dans une annexe de l'hôtel Julia et peignant une vingtaine d'œuvres représentant Pont-Aven et sa région), et enfin en Angleterre). De retour aux États-Unis, il participe à la création en 1897 du groupe des Ten American Painters.

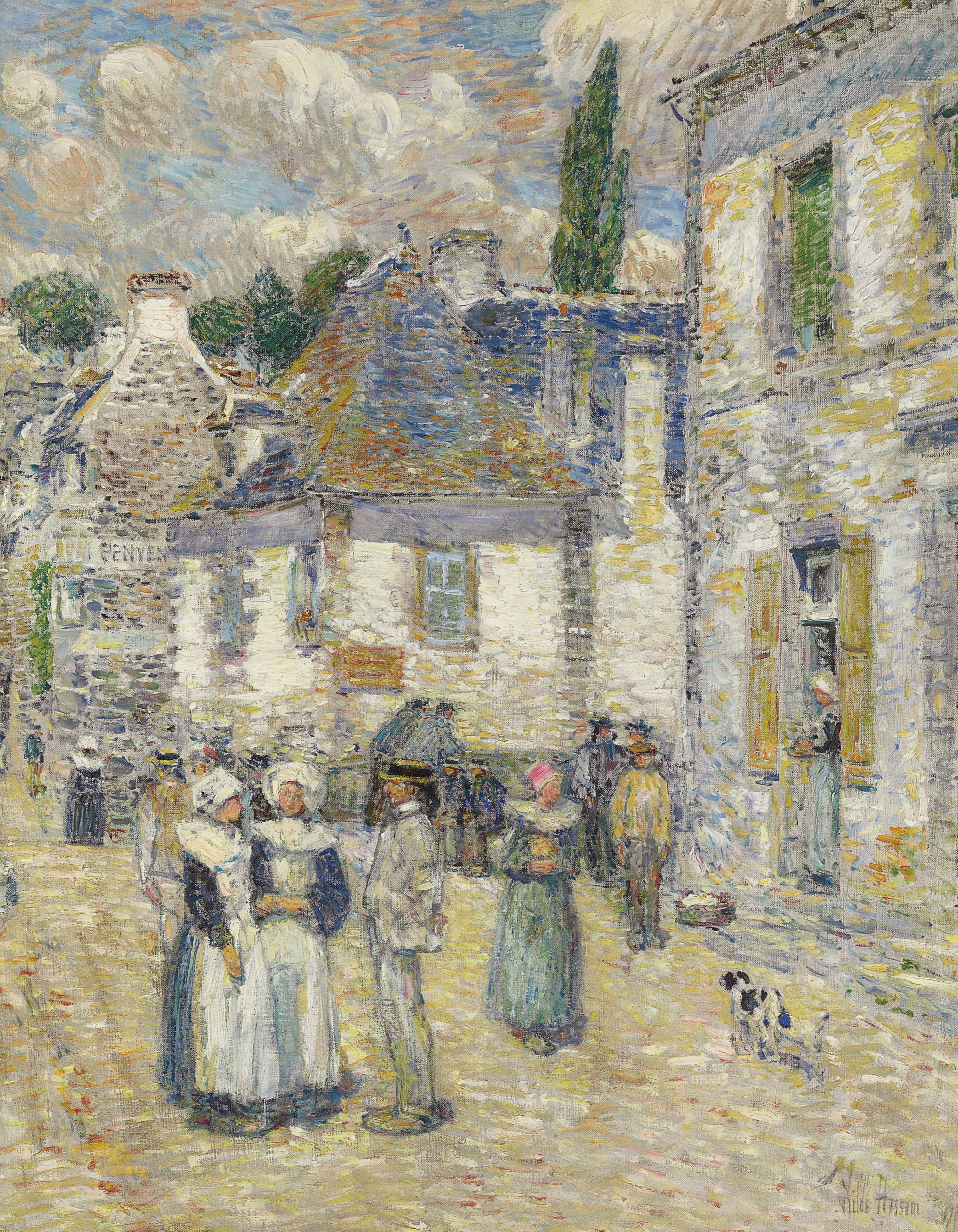
Childe Hassam : Pont-Aven (1897).
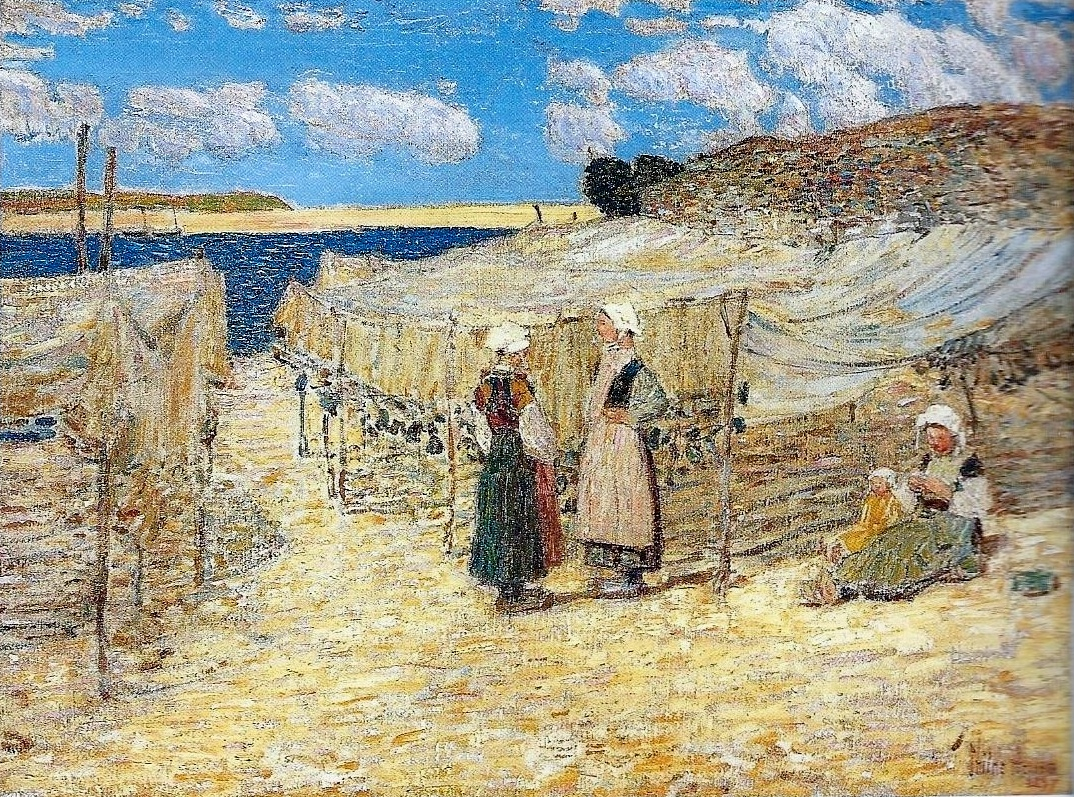
Childe Hassam ː Bretonnes réparant les filets, Le Pouldu (1897, collection Josefowitz).
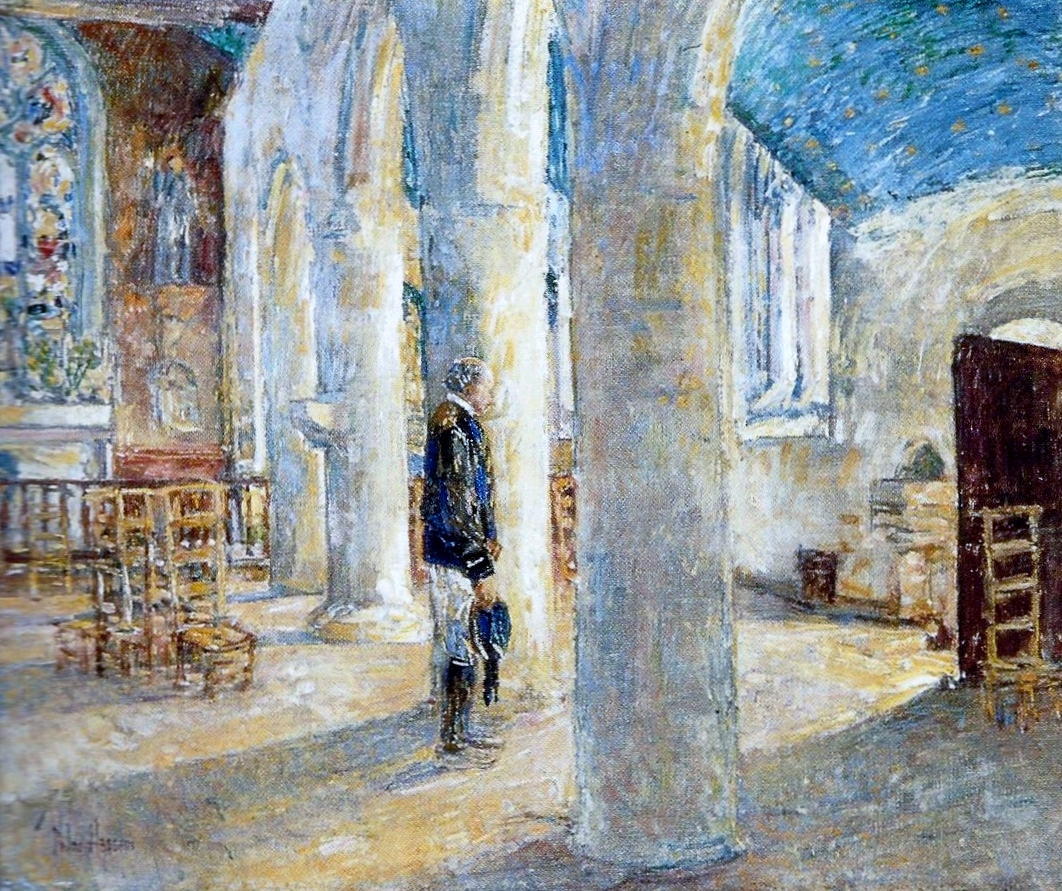
Childe Hassam : Intérieur d'église en Bretagne, Trémalo, Pont-Aven (1897, collection Harlsch and Adler Galleries, New-York).

Il revint en Europe en 1910, passant quelque temps à Lannion et Perros-Guirec d'où il rapporta quelques gouaches et des aquarelles.

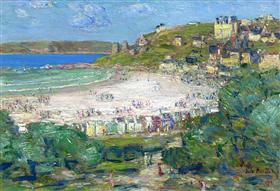
Childe Hassam : Perros-Guirec (1910).
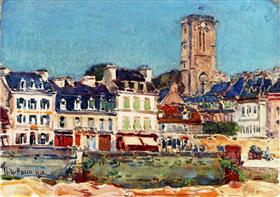
Childe Hassam : Quai à Lannion (1910).
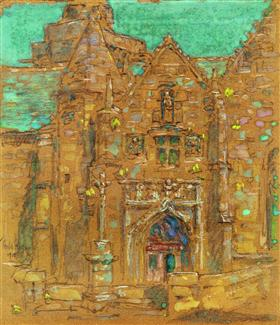
Childe Hassam : Brélévenez (1910).

En 1919, Hassam a acheté une maison à East Hampton, à New York. Beaucoup de ses tableaux tardifs ont utilisé des sujets proches dans cette ville et ailleurs à Long Island. Le marché de l'art de l'après-guerre a explosé dans les années 1920 et Hassam bénéficie de commandes à des prix croissants, bien que certains critiques pensent qu'il est devenu statique et répétitif, alors que l'art américain avait commencé à passer au Realism of the Ashcan School et à des artistes comme Edward Hopper et Robert Henri. En 1920, il a reçu la médaille d'or de l'honneur pour la réussite à vie de l'Académie des beaux-arts de Pennsylvanie et de nombreuses autres récompenses dans les années 1920. Hassam a voyagé relativement peu ses dernières années, mais a visité la Californie, l'Arizona, la Louisiane, le Texas et le Mexique. Il est mort le 27 août 1935 à East Hampton, dans l'État de New York, à l'âge de 75 ans.
Il a dénoncé les tendances modernes de l'art à la fin de sa vie, et il a qualifié de « art boobys » tous les peintres, les critiques, les collectionneurs et les concessionnaires qui se contentent de suivre la mode et promeuvent le cubisme, le surréalisme et d'autres mouvements d'avant-garde. Jusqu'à ce qu'un renouveau d'intérêt pour l'impressionnisme américain dans les années 1960, Hassam était considéré parmi les « génies abandonnés ». Comme les peintures impressionnistes français ont atteint des prix très élevés dans les années 1970, Hassam et les autres impressionnistes américains ont bénéficié d'un intérêt renouvelé et ont également vu la valeur de leurs œuvres augmenter.

## Œuvres

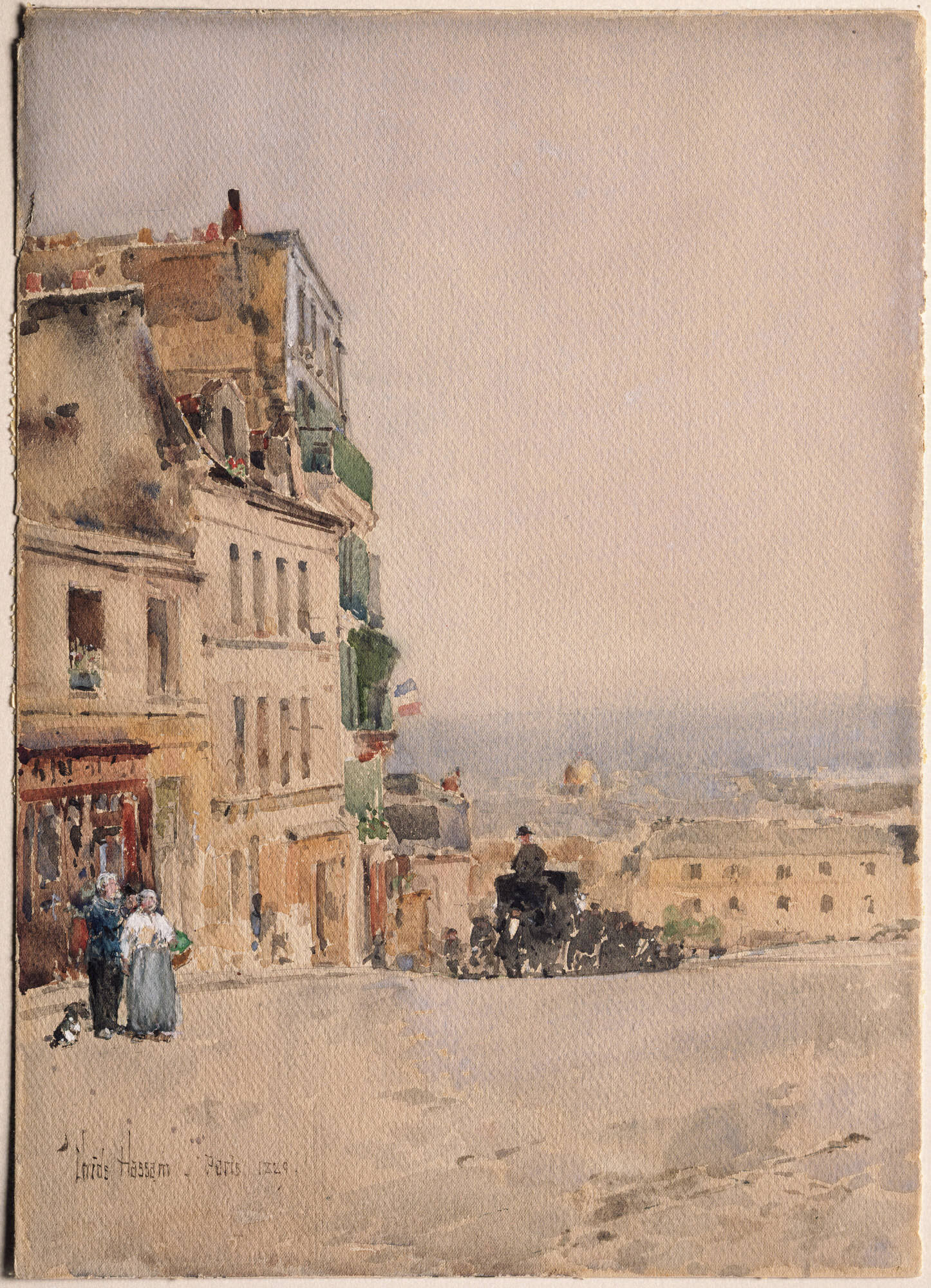
Vue de Montmartre (Paris, 1889).

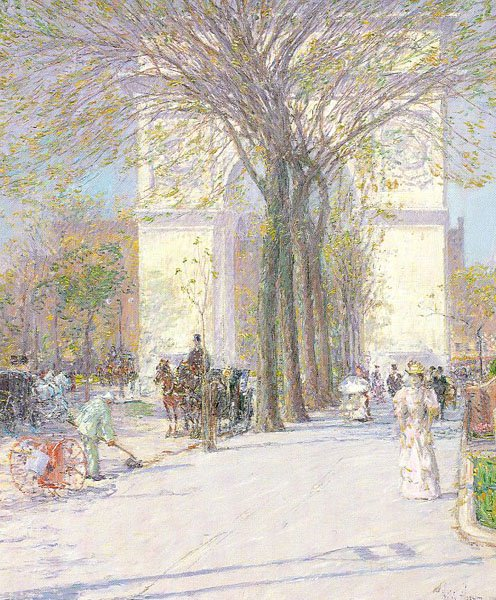
Washington Arch, Spring (1893).

Parmi ses œuvres les plus connues, réalisées à la fin de sa vie, figure la Flag series. Il s'agit d'une trentaine de tableaux qu'il débuta en 1916, inspirés par la parade de préparation des engagés volontaires américains pour la Première Guerre mondiale sur la Cinquième avenue.
Le tableau le plus célèbre de la série, The Avenue in the Rain (1917), représentant des drapeaux américains et leur reflets sous la pluie, fait partie de la collection de la Maison-Blanche. Barack Obama l'a fait installer dans le bureau ovale dès le début de sa présidence.
- A Back Road, 1884, Brooklyn Museum, New York[4]
- Summer Sunlight, 1892, musée d'Israël[5]
- En Bretagne, Trémalo (1897, collection Harlsch and Adler Galleries, New-York)
- Intérieur d'église en Bretagne, Trémalo, Pont-Aven (1897, collection George G. Matthews)
- Bretonnes réparant les filets, Le Pouldu, 1897 (huile sur toile, collection Josefowitz)
- Rue à Pont-Aven (galerie du collège de Claremont, Californie)
- Rue à Pont-Aven, Bretagne (Lang Art Galley, Scripps College, États-Unis)
- Après-midi à Pont-Aven (galerie d'art Cummer, Jackson, Floride)
- Port-Manech (musée d'art Joslyn, Omaha)
- Le temps de la moisson, Bretagne (Colby College Art Museum, Waterville, Maine)
- Improvisation, 1899, Smithsonian American Art Museum, Washington[6]
- Meadows, entre 1900 et 1910, Brooklyn Museum, New York[7]
- The Victorian Chair, 1906, Smithsonian American Art Museum, Washington[8]
- July Fourteenth, Rue Daunou, 1910, 1910, Metropolitan Museum of Art, New York[9]
- The Gorge, Appledore, 1912, Brooklyn Museum, New York[10]
- April (The Green Gown), 1920, Gibbes Museum of Art, Charleston, Caroline du Sud[11]
- Montauk, 1921, Brooklyn Museum, New York[12]

## Prix
- Exposition Universelle de 1889, médaille de bronze ;
- Exposition d'art internationale de Munich 1892, médaille d'or.

## Musées
- Metropolitan Museum of Art, New York
- Oakland Museum of California, Oakland
- Bibliothèque du Congrès, Washington DC

## Galerie de photos

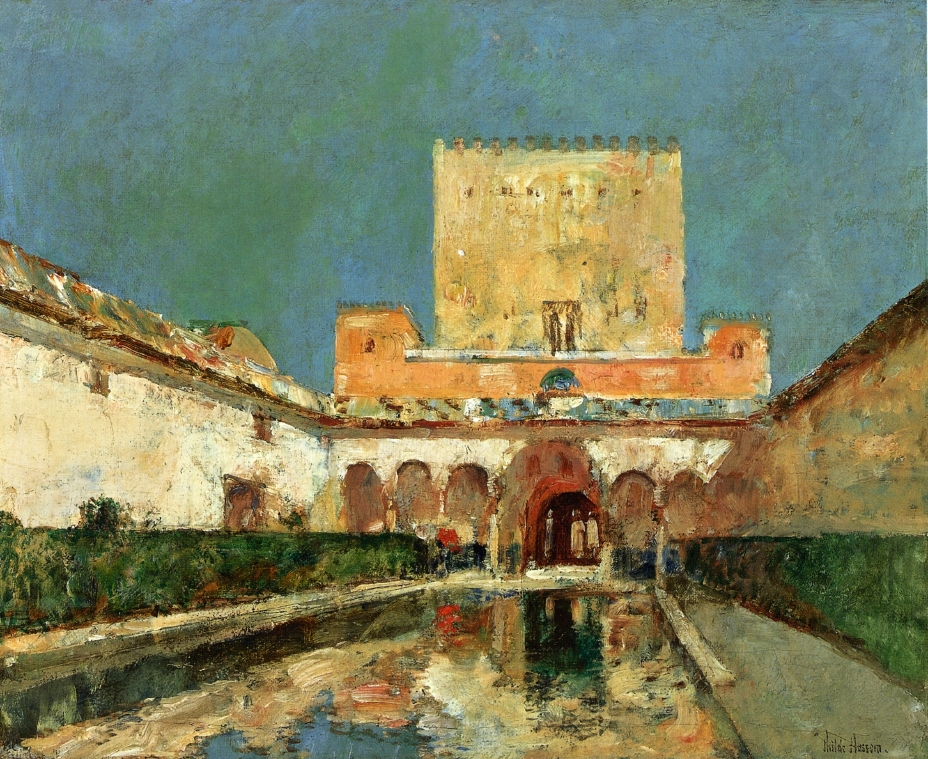
The Alhambra, 1883
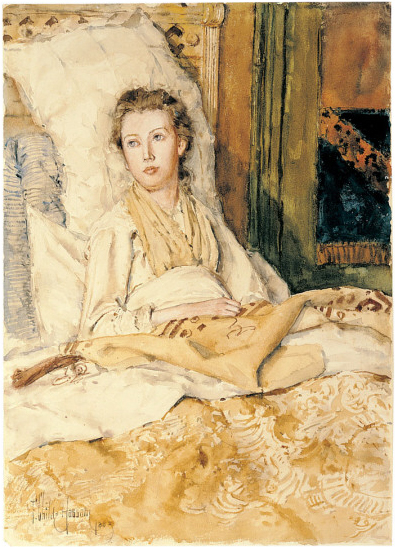
Maude Sewing, aquarelle et graphite, 1883, Musée d'Art de Saint Louis
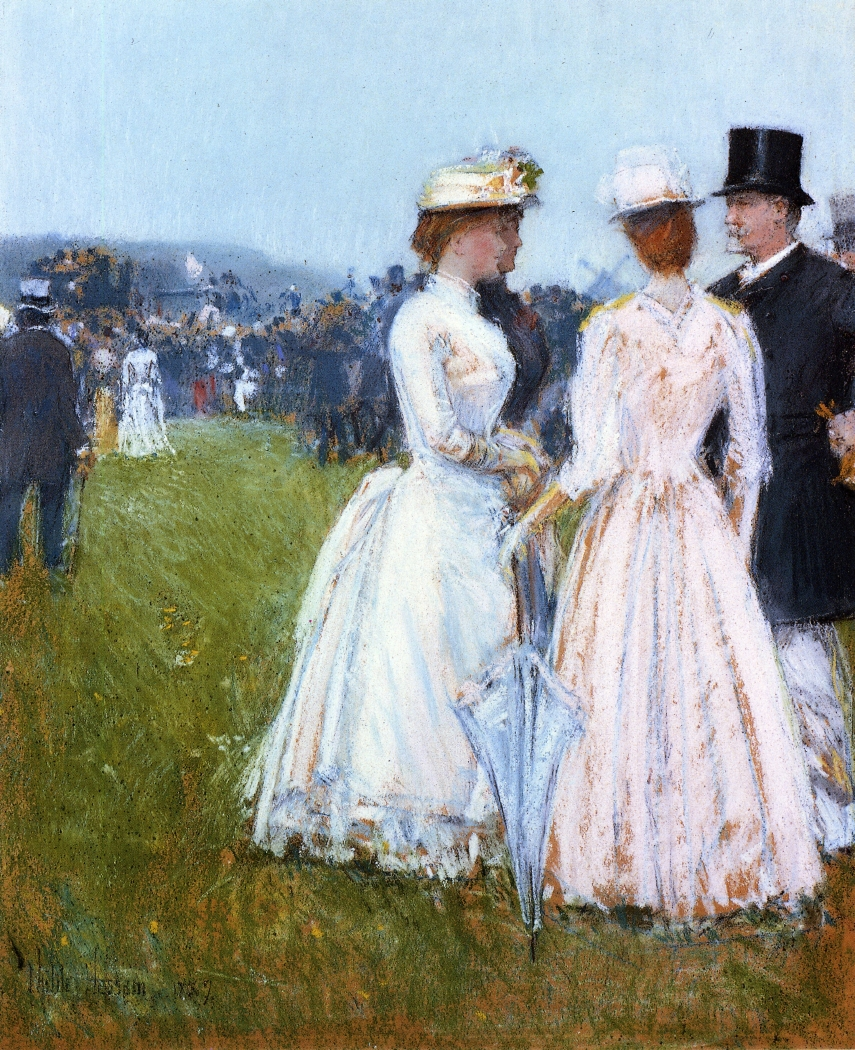
At the Grand Prix, huile, 1887, Corcoran Gallery of Art
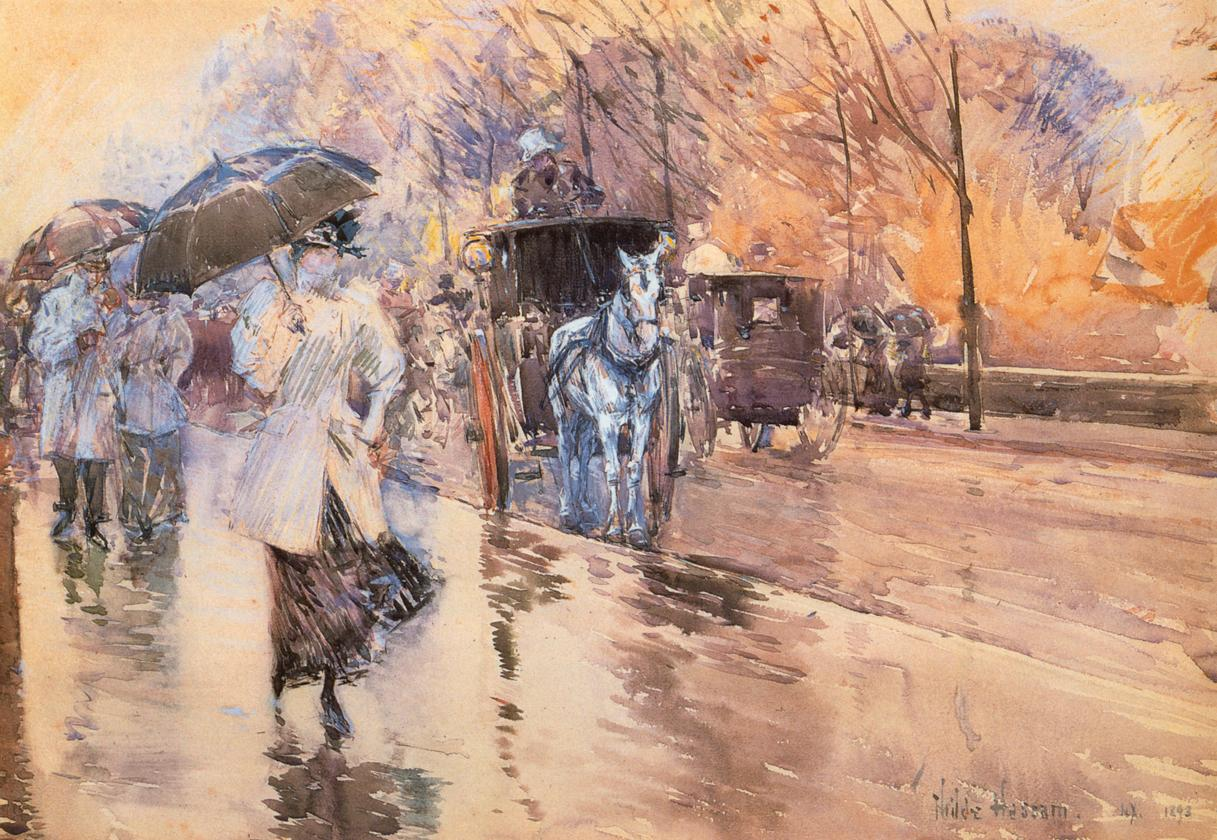
Rainy Day on Fifth Avenue, 1893, Musée d'Art John et Mable Ringling
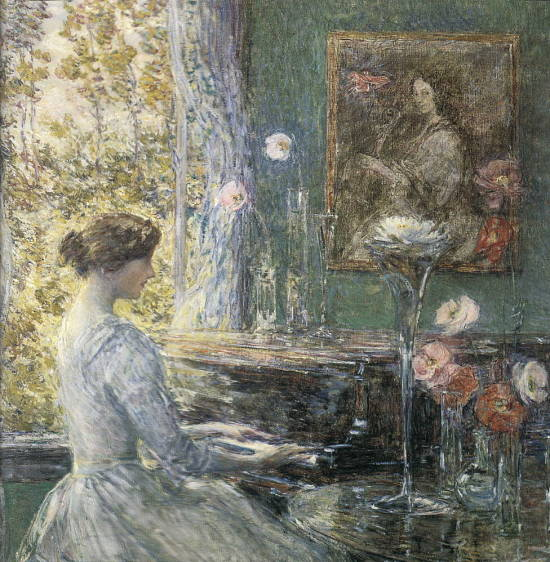
Improvisation, huile, 1899, Smithsonian American Art Museum
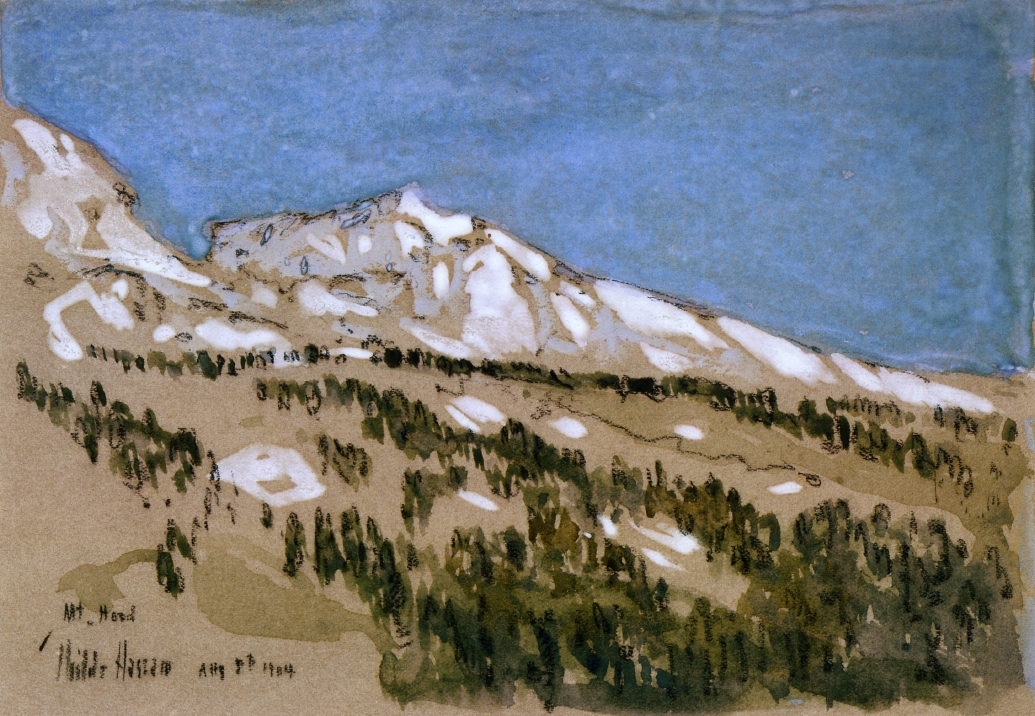
Mt. Hood, 1904, Corcoran Gallery of Art
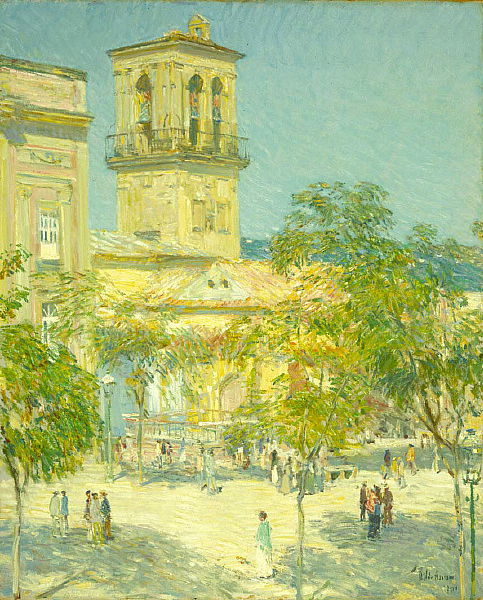
Street of the Great Captain, Cordoba, huile sur carton, 1910, Musée d'Art de Saint-Louis
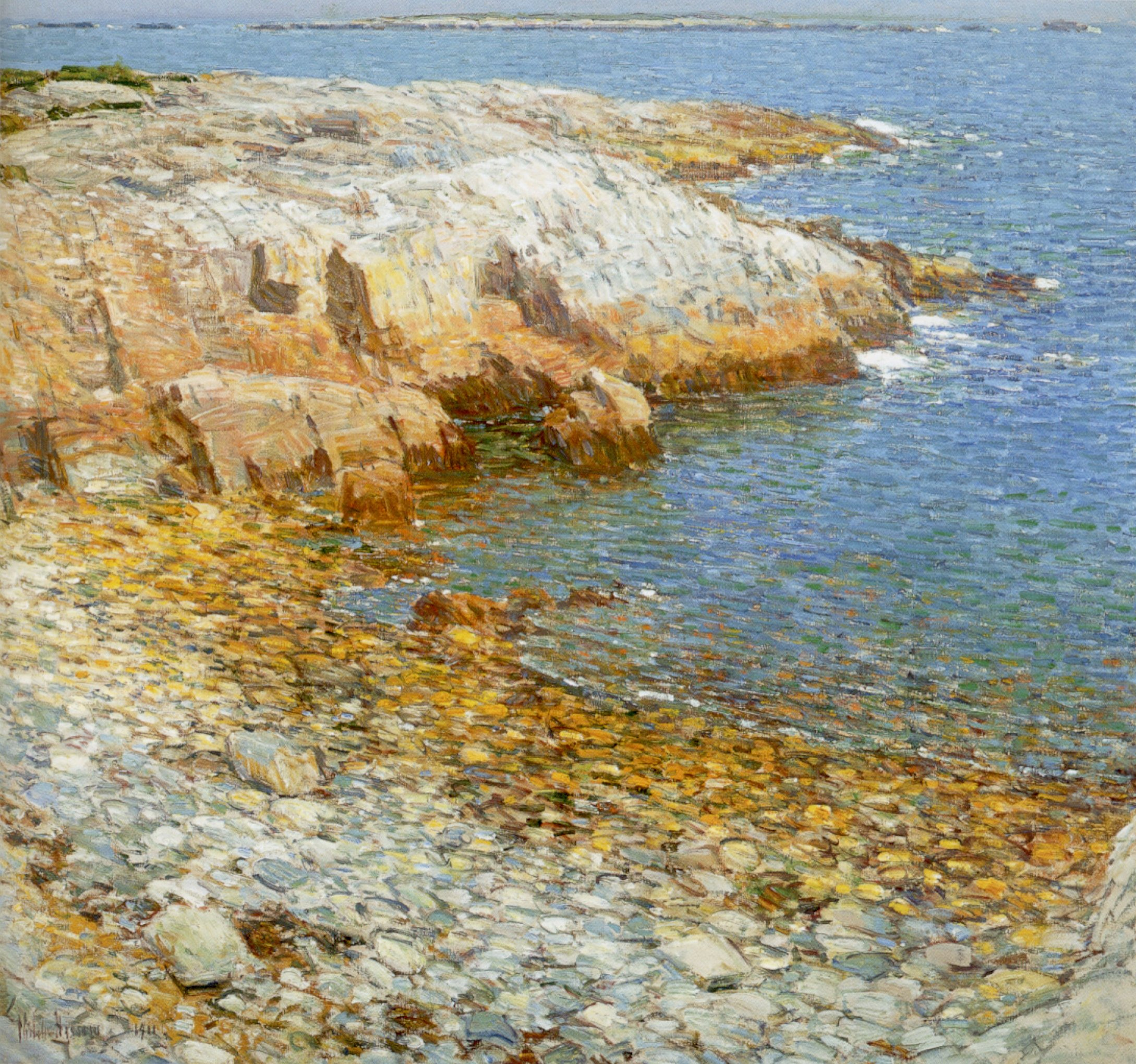
Isles of Shoals, Broad Cove, huile sur toile, 1911, Honolulu Academy of Arts
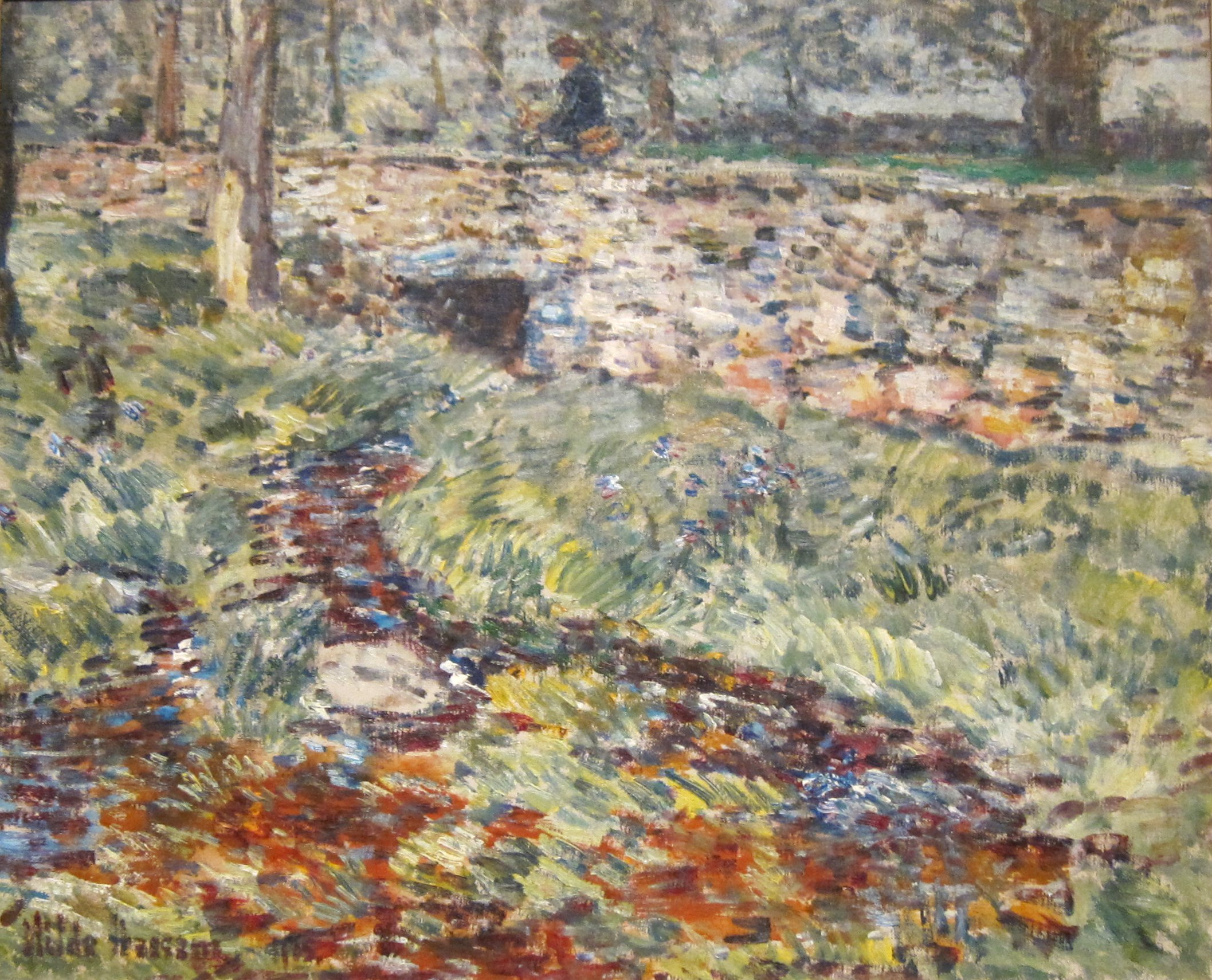
Stone Bridge, huile, 1912, Florence Griswold Museum
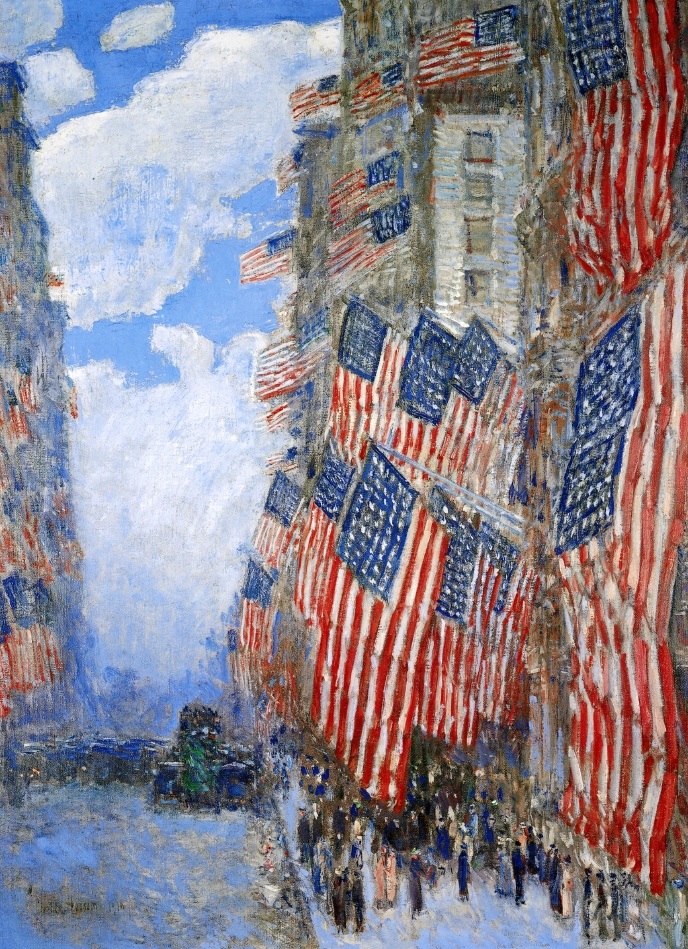
The Fourth of July, 1916, huile, 1916
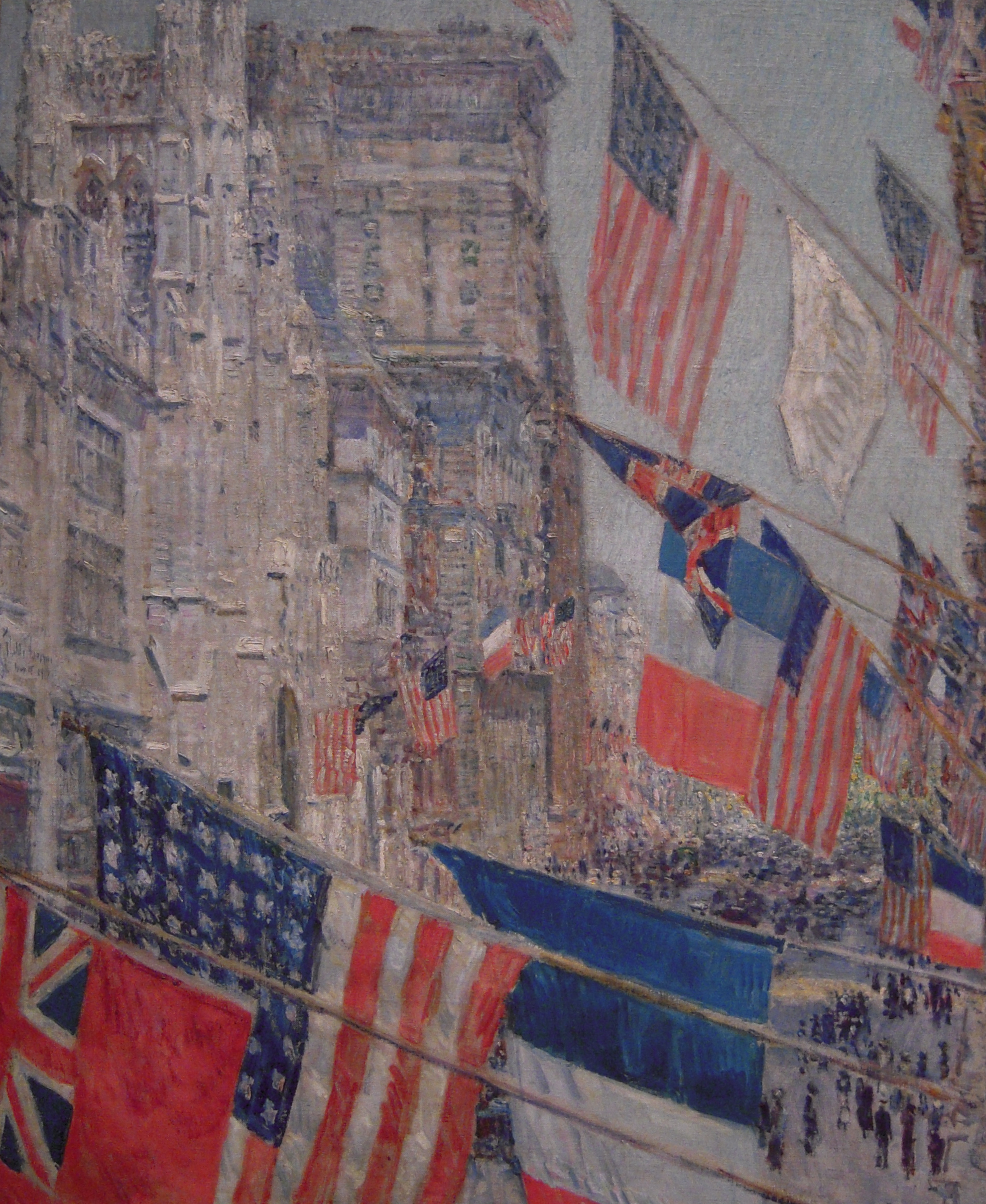
Allies Day, May 1917, 1917, National Gallery of Art, Washington D.C.
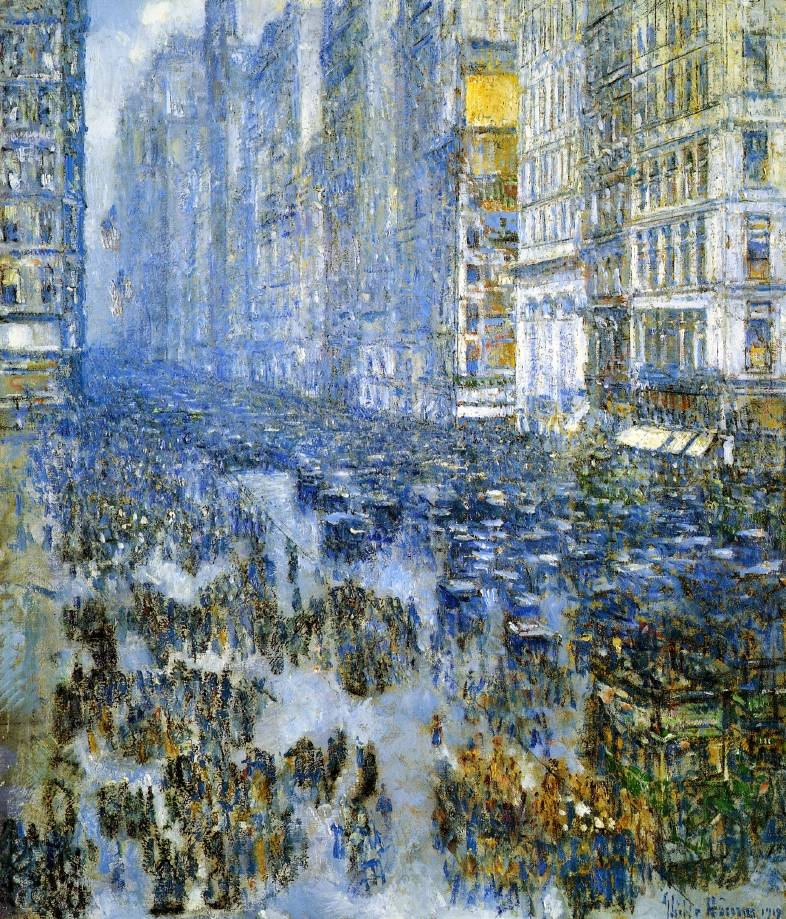
Fifth Avenue in winter, huile, 1919, Cleveland Museum of Art
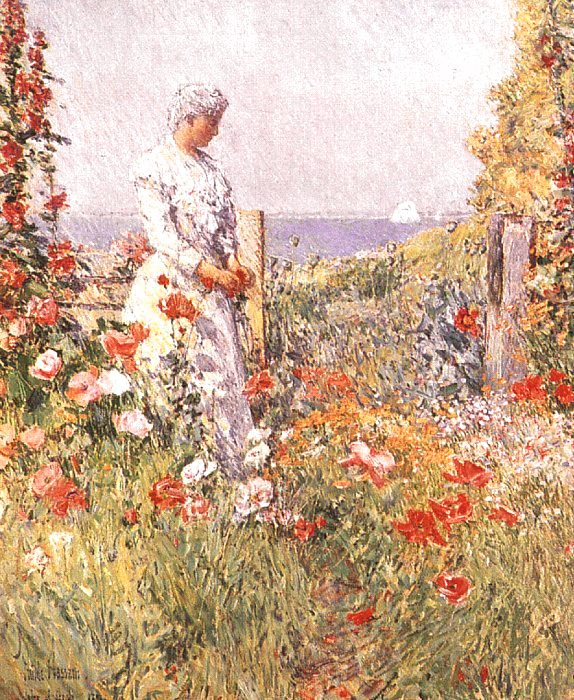
Celia Thaxter in Her Garden, 1892, Smithsonian American Art Museum
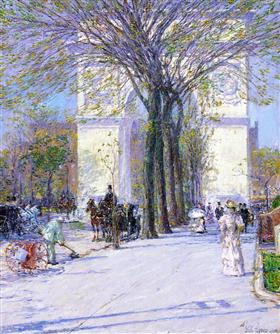
Washington Arch, Spring, v. 1893, Phillips Collection, Washington, D.C.
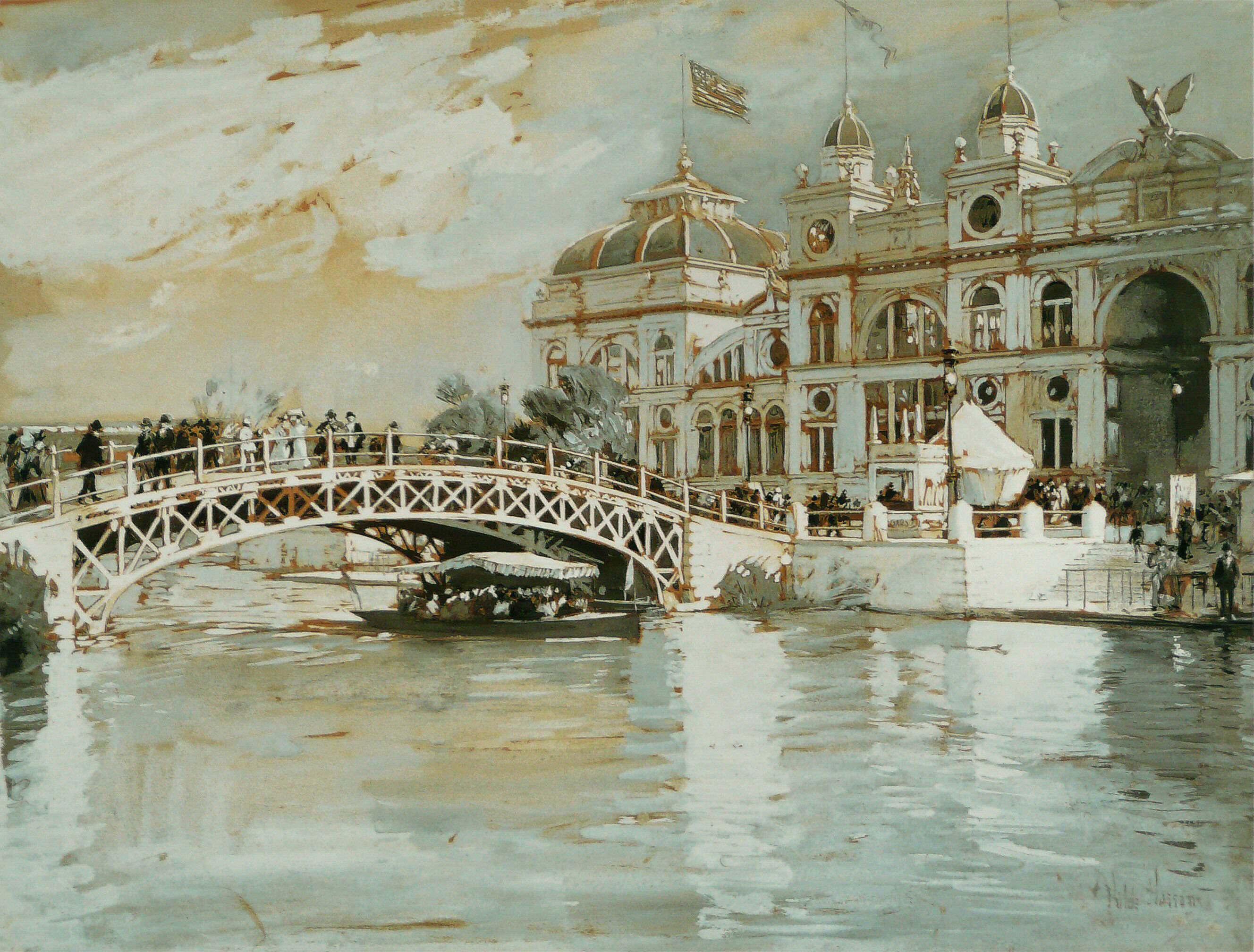
L'Exposition universelle de Chicago, 1892, Terra Foundation for American Art.